# ALT Linux
Alt Linux è una distribuzione russa derivata da Mandriva, creata nel 2001 a Mosca dal IPLabs Linux Team. È disponibile sia in versione desktop, composta da un singolo disco (chiamate Junior e Compact, rispettivamente per personal computer e per portatili) che in una versione da 2 DVD, contenente sia programmi per la gestione dei server, sia per lo sviluppo (denominata Master).